# 팬아메리칸 익스프레스

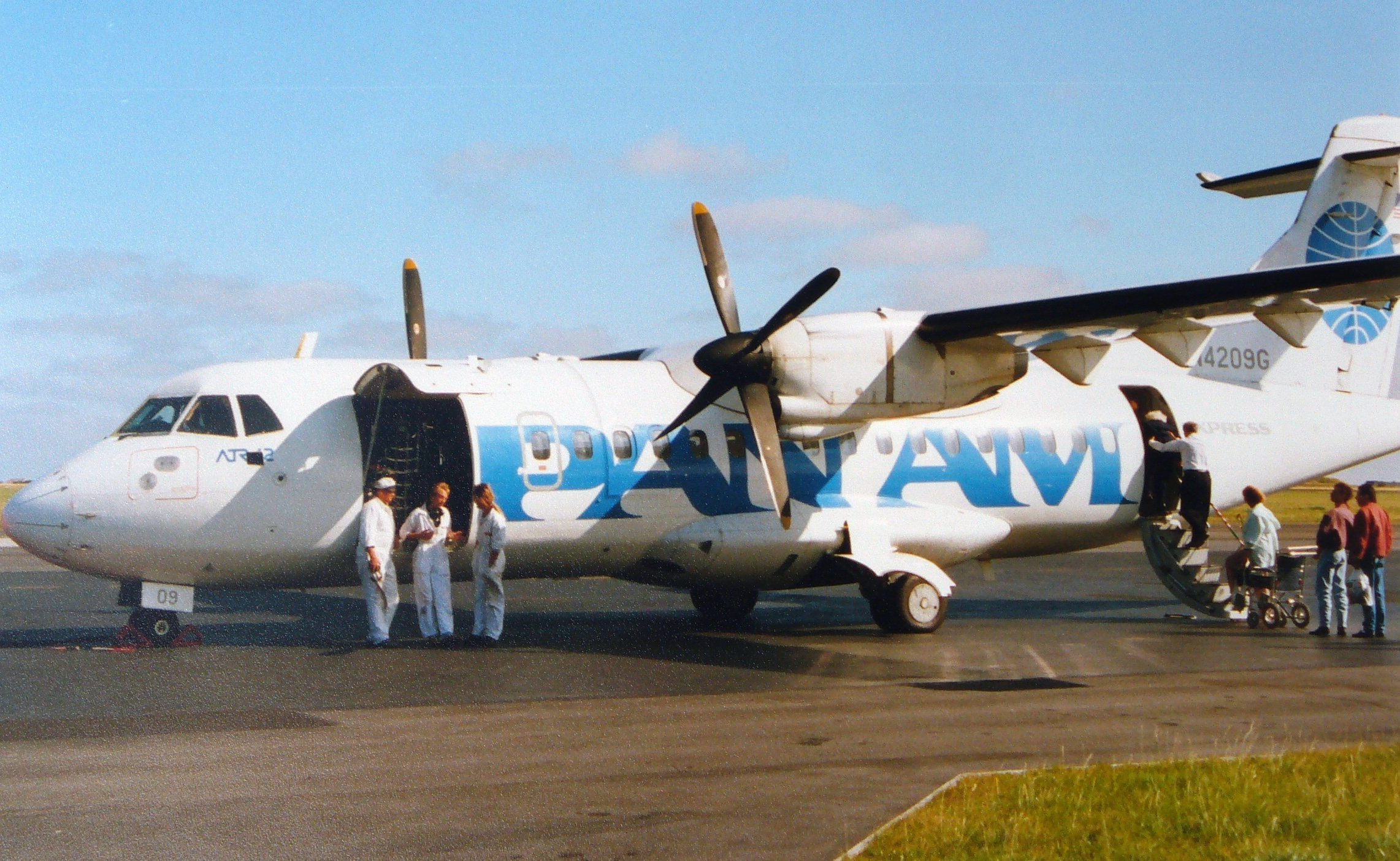
팬아메리칸 익스프레스의 ATR 42

팬아메리칸 익스프레스(영어: Pan Am Express)는 1987년부터 1991년까지 존재했던 지역 항공사의 상품으로 팬아메리칸 월드 항공과 환승을 위해 지역 항공사가 운항하고 있는 명칭 상표로 이 항공사는 팬아메리칸 월드 항공 편명으로 팬아메리칸 항공의 허브 공항과 지방 공항의 노선을 소형 항공기로 운항했다.

## 회원사
- 란솜 항공

## 같이 보기
- 미국의 없어진 항공사 목록